# Внутрішньовенна регіонарна анестезія

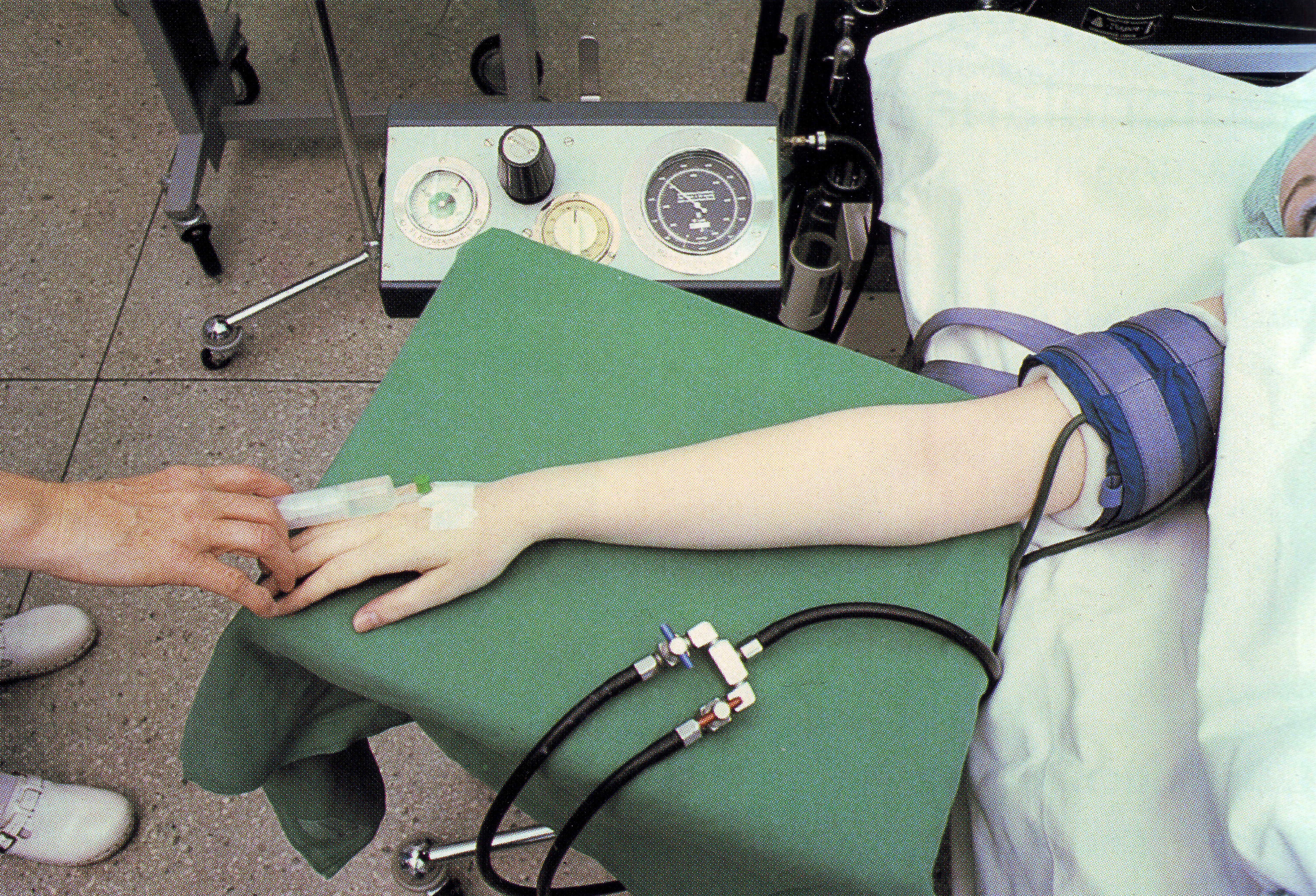

Внутрішньовенна регіонарна анестезія (блокада за Біром) — варіант місцевої анестезії для знеболювання знекровленої ділянки кінцівки (переважно — верхньої) який проводиться шляхом уведення місцевого анестетика до вени, в умовах припинення припливу крові артеріальним джгутом або манжеткою (пневматичним джгутом) до кінцівки. Місцевий анестетик внутрішньовенно вводять у кінцівку та дають можливість дифундувати в навколишні тканини, тоді як джгути утримують анестетики у потрібній області. Внутрішньовенна регіонарна анестезія є простою та ефективною технікою анестезії за умови перевірки джгута або пневматичної манжети та моніторингу її тиску. Однак, такий метод знеболення не є безпечним через ризик виникнення тяжких, навіть смертельних ускладнень у випадку передчасного потрапляння місцевого анестетика в системний кровоток через несправність джгута.
В англомовній літературі для позначення внутрішньовенної регіонарної анестезії використовують терміни англ. intravenous regional anesthesia (IVRA); Bier's block; Bier block.

## Історія

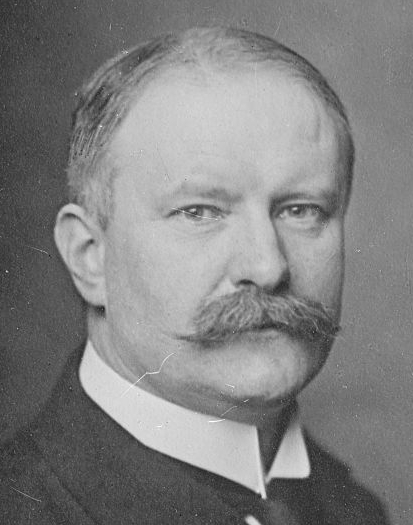
Август Бір

В 1908 році німецький хірург Август Бір запропонував новий метод знеболювання при хірургічних операціях, який полягав у накладанні двох резинових джгутів Есмарха — вище й нижче зони запланованої операції, та введені після венесекції до вени вводився 0.5 % розчин новокаїну. Анестезія між джгутами починалася за кілька хвилин, а нижче дистального джгута лише хвилин за п'ятнадцять. Додатково, для більш надійної анестезії проводилось знекровлення кінцівки. Не дивлячись на ефективність, недоліками способу Біра були значна тривалість виконання й відсутність післяопераційного знеболення. Після винайдення способів анестезії плечового сплетення та блокад нервів нижньої кінцівки, метод Біра надовго втратив популярність.
В 1963 році новозеландський анестезіолог Холмс (C.McK.Holmes), який працював у Великій Британії, відродив метод Біра. Для анестезії він почав використовувати, недавно відкритий препарат — лідокаїн та замість двох джгутів, використовував одну проксимально накладену пневматичну манжетку для вимірювання артеріального тиску.
В СРСР внутрішньовенна регіональна анестезія, не набула широкої популярності через низьку якість манжеток, що призводило до «прориву» місцевого анестетика до кровообігу, з інтоксикаційними ускладненнями та через відсутність лідокаїну.
Сьогодні ця методика є загально прийнятою завдяки своїй економічності, швидкому відновленню, надійності та простоті.

## Механізм дії
Метод використовує судинне русло для доставки анестетика як до нервових закінчень, так і до нервових стовбурів.— A.Bier, 1908
Місцевий анестетик, уведений до вени в умовах артеріальної оклюзії, діє за рахунок дифузії до нервових стовбурів. Препарат проникає до них двома шляхами: швидко, дифундуючи з вен до артерій, крізь артеріальні гілочки, які входять до середини нерва, місцевий анестетик блокує глибокі пучки нервових волокон, що йдуть до дистальних відділів кінцівки (до пальців); до поверхневих пучків, що іннервують проксимальні відділи кінцівки, він потрапляє пізніше — шляхом дифузії як із глибоких пучків, так і ззовні нерва, оточеного доволі щільними оболонками периневрія й ендоневрія. Цим пояснюють явище, коли ефект внутрішньовенної регіональної анестезії спершу настає в пальцях, а до ліктя доходить в останню чергу.
Також зазвичай першим анестезується серединний нерв (Nervus medianus), потім — ліктьовий (Nervus ulnaris), а вже останнім — променевий (Nervus radialis). Це пояснюють наявністю великих вен навколо серединного й ліктьового нервів і відсутністю — поблизу променевого. Про те, що безпосереднє блокування чуттєвих нервових закінчень теж відіграє роль у механізмі внутрішньовенної регіональної анестезії, свідчать випадки, коли анестезія була гарною всюди, окрім пальця, на якому кровообіг був порушений. Ішемія нервів не відіграє значної ролі в механізмі блокади Біра.

## Переваги
- Легкість та простота виконання, але потрібно пам'ятати про можливі, навіть смертельні ускладнення.[1][8]
- Надійність ефекту (при правильному виконанні), що може бути ефективніше по знеболенню за блокаду плечового сплетення.[1]
- Відносна безпечність.[1][8]
- Керована зона анестезії — вона обмежена місцем розміщення джгута чи манжетки.[1]
- Швидкий початок анестезії (через 5-10 хвилин після введення місцевого анестетика).[1]
- Достигається гарна релаксація м'язів.[1]
- Мінімальна крововтрата й безкровне операційне поле за рахунок накладеного артеріального джгута або манжети.[1]
- Керована тривалість анестезії. Регулюється терміном накладання манжети (джгута).[1]
- Швидке зникнення анестезії після зняття джгута чи манжетки.[1]

## Недоліки
- Необхідність накладання джгута чи манжетки, що обмежує можливу ділянку операції та викликає турнікетний біль.[1]
- Не завжди можливо добре знекровити кінцівку та створити безкровне операційне поле.[1]
- Посилення турнікетного болю з плином часу та можливе виникнення парезів нервів.[1]
- Погіршення перфузії враженої кінцівки.[1]
- Значний риск загальних токсичних реакцій.[1]
- Відсутність післяопераційної аналгезії та релаксації.[1]

## Покази
Основні показами для проведення такого виду анестезії — нетривалі операції на дистальних відділах, переважно, верхньої кінцівки. На нижній кінцівці потрібні значно більші об'єми розчину місцевого анестетика, а оклюзії артерій важче досягти, через більш масивні м'язи. З цих двох причин, внутрішньовенну регіональну анестезію на нижніх кінцівках використовують значно менше.

## Протипокази
- Відмова пацієнта від такого методу анестезії.[8]
- Будь-які стани, при яких протипоказане тривале накладання джгута (флегмона, тяжкі судинні хвороби, серповидно-клітинна аномалія еритроцитів, тощо).[1][8]
- Тромбоз глибоких вен або тромбофлебіт кінцівки.[8]
- Алергія до місцевих анестетиків.[1][8]
- Атріо-вентрикулярна блокада — навіть мала кількість місцевого анестетика, що потрапить до загального кровообігу, може поглибити цю блокаду або навіть призвести до зупинки серця.[1]
- Неконтрольована гіпертензія.[8]
- Відкриті рани або значні травми кінцівки.[8]
- Ожиріння, що впливає на надійність манжети артеріального тиску на великих кінцівках.[8]
- Хірургічні процедури, що тривають понад 2 години.[8]
- Хвороба Педжета.[8]

## Техніка проведення

### Оснащення
Для внутрішньовенної регіональної анестезії потрібне мінімальне оснащення. Але, через можливість такого небезпечного ускладнення, як інтоксикація, треба працювати у відповідно оснащеній операційній або маніпуляційній.
Основне оснащення для проведення процедури:
- Шприці[1]

- Манжета з одинарним або подвійним джгутом, яку перевірено на відсутність протікання, і яку можна накачати на 50–100 мм рт.ст. вище систолічного артеріального тиску пацієнта[3] або кровоспинний джгут[1].
- Еластичний резиновий бинт для знекровлення кінцівки. Знекровлення також можна провести шляхом підвищенного положення кінцівки.[1]
- Дві внутрішньовенні канюлі, одна для венозної канюлі дистально від джгута, а друга для канюлі в протилежну руку, щоб забезпечити доступ до кровообігу, якщо це необхідно у разі ускладнень.[3]
- Повне реанімаційне обладнання та моніторинг ЕКГ у будь-який час, включаючи одразу після спускання джгута.[3][1]

### Вибір місцевого анестетика та дози
Основні місцеві анестетики для проведення внутрішньовенної регіонарної анестезії:
- Новокаїн (прокаїн). Використовувався 0.5 % розчин, зараз використовується рідко через довготривалий початок анестезії.[1]
- Хлоропрокаїн. Не використовується через ризик тромбофлебіту.[1]
- Лідокаїн. Основний місцевий анестетик який використовується для такого виду анестезії. Використовується 0.5 % розчин.[3][1][8]
- Мепівакаїн інколи теж застосовують замість лідокаїну, у тій самій концентрації — 0,5 %.[1]
- Прилокаїн. Вважається найкращим місцевим анестетиком для внутрішньовенної регіональної анестезії, бо він найкраще фіксується тканинами, а також найшвидше виводиться з плазми крові (швидко метаболізується). Оптимальна концентрація — теж 0,5 %.[3][1]
- Бупівакаїн (Анекаїн, Маркаїн). Не використовується для такого виду анестезії через його кардіотоксичний профіль (що призводить до шлуночкових аритмій і смерті).[3][1]

| Зона анестезії     | Розміщення джгута або манжетки | Об'єм анестетика |
| ------------------ | ------------------------------ | ---------------- |
| Верхня кінцівка    |                                |                  |
| Від ліктя й нижче  | На плечі                       | 50 мл            |
| Зап'ястя й кисть   | На передпліччі                 | 20-30 мл         |
| Кисть              | На зап'ясті                    | 10 мл            |
| Нижня кінцівка     |                                |                  |
| Від коліна й нижче | На стегні                      | 100 мл           |
| Щиколотки й ступня | На голінці                     | 30-60 мл         |
| Ступня             | Понад щиколотками              | 20 мл            |

Дітям для верхньої кінцівки (джгут на плечі), як правило, вистачає 0,5 мл/кг, а для нижньої кінцівки (джгут на стегні) максимальна припустима доза — 1 мл/кг.
Розміщення джгута дистальніше ліктя з меншими дозами місцевої анестезії, необхідні для отримання адекватної анестезії та знеболення. Використання джгутів для передпліччя виявилося безпечною та ефективною альтернативою методиці проксимального відділу верхньої кінцівки, але також може заважати хірургічному полю, якщо джгут розташований надто дистально. Загальну необхідну місцеву анестезію можна зменшити приблизно до 25 мл лідокаїну порівняно з 40 мл за допомогою техніки на верхніх кінцівках. NYSORA (Нью-Йоркське товариство регіональної анестезії) також виступає за використання лише 12-15 мл 2 % лідокаїну для блокади верхньої кінцівки джгутом на передпліччі.

### Ад'юванти
Адреналін ніколи не додають до розчину місцевого анестетика для внутрішньовенної регіональної анестезії, на відміну від усіх інших регіональних методів, через спаз судин та зміни характеру розповсюдження місцевого анестетика.
Є численні дослідження, які оцінювали додаткові допоміжні препарати, які можна вводити додатково при внутрішньовенній регіонарній анестезії: опіоїди (фентаніл, морфін, меперидин, суфентаніл), дексаметазон, клонідин, дексмедетомідин, трамадол, кетамін, міорелаксанти, протиблювотні засоби, бензодіазепіни і нестероїдні протизапальні засоби (НПЗЗ).
Опіоїди не викликали посилення аналгезії або анестезії, за винятком меперидину. Меперидин у дозах 30 мг або більше може забезпечити деяку післяопераційну аналгезію за рахунок нудоти, блювання та запаморочення. Дексаметазон використовувався разом з кеторолаком, і було показано, що він є певною мірою ефективним у зменшенні болю від джгута та покращенні післяопераційної аналгезії порівняно з лідокаїном окремо. При додаванні разом з лідокаїном дексмедетомідин перевершував клонідин у швидкості настання сенсомоторної блокади, подовженні сенсорного відновлення, одночасно знижуючи показники інтраопераційного та післяопераційного болю. Доведено також, що клонідин продовжує толерантність до джгута.
Показано, що 50 мг кетаміну з лідокаїном зменшує потребу пацієнта в додатковому інтраопераційному знеболюванні та забезпечує кращий контроль післяопераційного болю. Міорелаксанти можуть покращити моторну блокаду блокади та допомогти зменшити перелом. Повідомлялося, що при застосуванні лідокаїну, мідазолам у дозі 50 мкг/кг скорочує час настання сенсорної та моторної блокади порівняно з меншими дозами. З усіх цих потенційних допоміжних засобів НПЗЗ (зокрема, кеторолак) разом із клонідином мають найкращі докази покращення контролю післяопераційного болю.

### Техніка проведення внутрішньовенної регіонарної анестезії
Пацієнту пояснюють техніку процедури. Пацієнта підключаються до монітора ЕКГ і виміряють його артеріальний тиск. Вставляють внутрішньовенную канюлю якомога дистальніше в кінцівку, на якій планується операція. Другу внутрішньовенну канюлю встановлюють в протилежну руку для внутрішньовенного доступу (у разі надзвичайної ситуації). Знекровлюють кінцівку або за допомогою гумового бинта Есмарха, або просто піднявши кінцівку на кілька хвилин, з оклюзією плечової/підколінної артерії. Верхню частину кінцівки захищають ватою (або інщим матеріалом), перш ніж накладати та надувати джгут до рівня, що на 50–100 мм рт. ст. перевищує систолічний артеріальний тиск (зазвичай 200—250 мм рт. ст.). Перевіряють, чи відсутній дистальний пульс на кінцівці (на променевій артерії або на дорсальний артеріях стопи). Під час операції постійно спостерігають за джгутом, щоб своєчасно визначити його ненавмисне повільне здування. Повільно вводять розчин місцевого анестетика через внутрішньовенну канюлю та повідомляють пацієнта, що кінцівка буде трохи дивною на дотик і стане плямистою. Хірургічна підготовка операційного поля може починатися приблизно через 5 хвилин після ін'єкції місцевого анестетика. Джгут має залишатися надутим протягом щонайменше 20 хвилин після ін'єкції місцевого анестетика. Хірургічні процедури, що тривають понад 40 хвилин, можуть призвести до скарг пацієнта на біль від джгута, який можна зменшити за допомогою джгута з подвійною манжетою — спочатку надувається верхня манжета, яку можна замінити на нижню. Додавання 150 мкг клонідину до розчину місцевого анестетика може зменшити дискомфорт від джгута і таким чином покращити умови. операції. Крім того, можна ввести внутрішньовенне знеболення, таке як фентаніл або кеторолак (через канюлю для екстреного введення в іншу руку). Наприкінці процедури внутрішньовенну канюлю видаляють, а манжету здувають — на цьому етапі дуже важливо уважно спостерігати за пацієнтом, оскільки це може призвести до системного вивільнення місцевого анестетика. Слід виміряти артеріальний тиск пацієнта та продовжити моніторинг ЕКГ протягом щонайменше 10 хвилин після спуску повітря з манжети.
Не можна знімати джгута раніше 20 хвилин від уведення місцевого анестетика.
У випадку, коли анестезію потрібно продовжити більш ніж на 45 хвилин, використовують методику Брауна й Вейсмана (E.M.Brown, F.Weissman, 1966). Манжетку чи джгут розслаблюють або зовсім знімають, хірург забезпечує гемостаз, кінцівку підводять догори, джгут знову накладають (краще накласти трохи нижче попереднього місця, щоб уникнути турнікетного болю), а потім крізь ту ж канюлю вводять половину початкового об'єму місцевого анестетика. Цю процедуру при потребі можна повторити ще через 1 годину. Введення додаткової дози анестетика без розслаблення джгута можливо, але це значно підвищує риск ішемічного ушкодження нервів і м'язів оперованої кінцівки.

## Ускладнення
За період 1979—1983 років у Великій Британії було повідомлено про 7 смертей від внутрішньовенної регіональної анестезії (C.McK.Holmes, 1988). Спільне для всіх випадків: усі пацієнти були здоровими; застосовувався бупівакаїн; кінцівка стискалася манжеткою з автоматичною накачкою; анестезію виконував не анестезіолог і у відсутність анестезіолога; той, хто виконував анестезію, сам і оперував.
Відповідно до проекту ASA Closed Claims Project з 1980—1999 років, було зареєстровано лише три випадки смерті або пошкодження мозку, пов'язані з внутрішньовенною регіонарною анестезією.
Деякі рідкісні, але зареєстровані серйозні несприятливі ефекти включають системну токсичність місцевого анестетика (LAST), яка проявляється зміною поведінки, судомами та зупинкою серця. Інші менш серйозні ускладнення включають можливість пошкодження нервів, компартмент-синдром, зміну кольору шкіри або петехії та тромбофлебіт. Найчастішою побічною подією, яка зустрічається під час внутрішньовенної регіонарній анестезії, є біль від джгута. Початкове лікування, якщо використовується подвійний джгут, буде надуванням дистального джгута з подальшим спуском повітря з проксимальної манжети. Це загалом забезпечить підвищений комфорт пацієнта. Якщо це неефективно, можуть знадобитися додаткові седативні препарати або альтернативні методи знеболення.

## Внутрішньокісткова анестезія
Внутрішньокісткова анестезія це різновид внутрішньовенної регіонарної місцевої анестезії, оскільки анестетик (0,25-0,5-1 % розчин новокаїну) вводиться в губчату речовину кістки водночас потрапляє в систему внутрішньо кісткових вен. При внутрішньокістковій анестезії, так само як і при внутрішньовенній, кінцівку піднімають, накладають на неї джгут до зникнення пульсу на периферичних артеріях і роблять анестезію м'яких тканин. Потім спеціальною голкою в губчату речовину кістки поблизу суглоба вводять місцевий анестетик.
Ну плутати з внутрішньокістковою анестезією в стоматології.